# 糸山英太郎
糸山 英太郎（いとやま えいたろう、1942年〈昭和17年〉6月4日 - ）は、日本の政治家、実業家。参議院議員（1期）、衆議院議員（3期）。

## 経歴

### 生い立ち
東京生まれ。ゴルフ場経営で財を築いた実業家で新日本観光興業（現：新日本観光株式会社）の創立者である佐々木真太郎（1969年には所得日本一となった）と妾との間に出来た子。佐々木は二人の正妻との間には5人の子を儲け、娘婿に井口三郎（井口良二三男）がいる。幼少時は虚弱児で、4歳の時には疫痢で死線をさまよった。
東京府豊島師範学校附属幼稚園を経て、5歳のとき療養で藤沢市に転居。男の子についていけないことを危惧した母の判断により、私立の女子校である聖園女学院附属小学校（2004年に廃校）に入れられたが、女の子ばかりの学校に適応できず、4か月で私立湘南学園小学校に転校。ここは男子校だったが、虚弱児童であるために、いじめを受けた。3年生のとき脊椎カリエスを病み、出席日数不足で落第。かつての同級生に後れを取ることが我慢できず、藤沢市立藤沢小学校に転校。コルセットが取れなかったため、ここでもいじめを受けた。
6年生の夏、受験のことを考えて東京都渋谷区立臨川小学校に転校。ここでもいじめを受けそうになったが、1年遅れで体が大きかったことから番長を投げ倒し、新しい番長となった。このころ自らの母が佐々木真太郎の正妻ではないことを知って自暴自棄になり、慶應受験を断念して渋谷区立広尾中学校に入学。喧嘩と恐喝、酒と煙草に明け暮れる不良少年となり、自主退学や放校で正則中学校（港区芝）や文京区立第三中学校を転々とする。
遊興費欲しさにポルノ写真を売ったのが人生最初のビジネスだったが、売りつけた相手が刑事だったためにわいせつ物頒布罪で富坂警察署へ連行されたこともある。都立高校の受験に失敗して獨協高等学校に入学。ここでもたびたび暴力事件を起こして警察の世話になり、2年生のときに父親から勘当を受ける。この時期、特に学習院に通う良家の子弟を目の敵にしていたという。
19歳で日本大学経済学部に入学。1962年（昭和37年）、高校の後輩を助けてリンチを受けたことへの復讐で恐喝事件を起こし、被害者から大塚警察署に告訴されたが、検事の温情により起訴猶予となる。
この事件を機に暴力の世界から足を洗い、1962年（昭和37年）に日本大学を中退して（のち1973年に卒業資格を取得）日比谷商事に就職、中古外車のセールスマンとなる。1年間で77台の車を売ったのは、当時の業界の新記録だった。
入社1年目で独立したが、顧客の裏切りで35万円の穴を作り、父に泣きついたことから新日本観光に入社することになり、半年間のキャディ研修生活を経て、ゴルフ場の運営で実績を上げる。1968年（昭和43年）には常務関西支社長に昇進。1970年12月、笹川良一の姪で笹川の弟笹川了平の娘である桃子と見合い結婚して資金的にも恵まれるようになり、政界、投資にも進出。1971年8月14日から翌1972年3月10日までの188日間にわたり、大阪証券取引所を舞台に、中山製鋼所の株をめぐり仕手戦を展開。近藤紡績所社長の近藤信男を相手取って徹底的に中山製鋼所の株を買い漁り、仕手戦に勝利を収めて一躍世間に名を知られるようになった。

### 政治家として
後の総理大臣中曽根康弘の秘書を経て、1974年（昭和49年）、石原慎太郎の後押しにより自由民主党から第10回参議院議員通常選挙に全国区出馬、32歳で参議院議員に初当選するが、選挙期間中から金権選挙振りがマスコミの耳目を集めた。さらに当選直後に大規模な選挙違反が発覚、選対本部長を始め経営していた会社の社員やギャンブル関係者など142人が逮捕され、1287人が検挙されるという当時としては最大規模の選挙違反事件に発展した。義父の笹川了平は初犯だったが、この選挙違反で実刑判決を受けた。
任期が満了した1980年（昭和55年）の第12回参議院議員通常選挙には、一時期埼玉県選挙区からの出馬を検討していたが、宇野亨選挙違反事件や浜田幸一の金銭スキャンダルが問題となっていたこともあって出馬を断念。1983年（昭和58年）の第37回衆議院議員総選挙から衆議院議員に転身、一度の落選を挟んで中選挙区の埼玉3区で3回当選。1996年（平成8年）、任期途中に辞職した。

### 政界引退後
新日本観光株式会社等の会長職に就いており、東京都港区にある自社ビルのザ・イトヤマタワーには、自らも居住する。糸山政経塾を主宰し湘南工科大学の名誉総長及び名誉教授も務める。
2004年（平成16年）6月に、長男の太一朗を新日本観光株式会社の代表取締役副社長に据えた。1998年（平成10年）には日本航空の筆頭株主になり、上場廃止まで個人筆頭株主だった。2002年（平成14年）にエグゼクティブアドバイザーに就任したが、経営危機が表面化した2009年（平成21年）にエグゼクティブアドバイザーを辞任した。
2021年（令和3年）5月、参議院議員蓮舫の長男である村田琳と養子縁組し、養父となったことが2022年（令和4年）3月に報じられた。その後、蓮舫の政治活動への影響に対する懸念などを理由に解消した。

## 年譜
- 1942年（昭和17年） - 佐々木真太郎の子として生まれる。文京区立第三中学校、獨協高等学校を経て、1962年、日本大学経済学部を中退する。
- 1969年（昭和44年） - 新日本観光株式会社代表取締役に就任。
- 1970年（昭和45年） - 父の佐々木真太郎と笹川良一が友人で、笹川の姪と結婚する。前年12月の東京都共同募金会への100万円寄付により5月26日付けで紺綬褒章受章[7][8]。
- 1971年（昭和46年） - 翌1972年まで「中山製鋼所株仕手戦」を展開し、勝利をおさめる。
- 1973年（昭和48年） - 通信教育で日本大学経済学部を卒業して近畿大学大学院[9]へ進学する。自民党に入党する。
- 1974年（昭和49年） - 第10回参議院議員通常選挙で全国区から自民党公認で立候補し初当選。
- 1979年（昭和54年） - 第2次大平内閣で農林水産政務次官に就任。
- 1980年（昭和55年） -農林水産政務次官を辞任。同時に、第12回参議院議員通常選挙への立候補を断念。
- 1981年（昭和56年） 相模工業大学（現湘南工科大学）学長兼理事長に就任。
- 1983年（昭和58年） - 第37回衆議院議員総選挙に自民党公認で立候補し荒舩清十郎の地盤を引き継ぐ形で当選。
- 1987年（昭和62年） - マイアミ名誉市民[8]
- 1989年（平成元年） - ザイール共和国名誉国民[8]
- 1996年（平成8年） - 衆議院議員を辞職し、政界引退。湘南工科大学学長兼理事長に就任。
- 1998年（平成10年） - 湘南工科大学名誉博士号取得。
- 2002年（平成14年） - 日本航空の特別顧問に就任。
- 2004年（平成16年） - 湘南工科大学名誉総長、および名誉教授に就任。
- 2005年（平成17年） - 湘南工科大学で従来の理事長職に加え総長にも就任[10]。

## エピソード
- 1973年の幻のローリング・ストーンズ来日公演をプロデュースした。糸山自身は「私がこの公演計画に参加したのは、このグループの音楽をかねてから好きだったからにすぎない。もちろん金の問題ではなかった」[11]「過去にミック・ジャガーが不良だったなら、この糸山英太郎も不良だった。それはそれでいいじゃないか。ローリング・ストーンズも私も、ただがむしゃらに生きてきただけだ」[12]と発言している。
- ローリング・ストーンズ来日公演が頓挫した後、「糸山、お前を殺してやる！」「火をつけるぞ！」「プレミアムつきのキップを買ったんだ、その金を返せ！」[13]などの脅迫電話を自宅に受けた糸山は、失敗の埋め合わせにエルヴィス・プレスリー来日公演を企画したが、「ローリング・ストーンズで失敗したから、埋め合わせにプレスリー、というのでは、それはあまりにストーンズのファンをナメていることになる。いや、ストーンズだけではなく、プレスリーのファンをもナメた行為といわなければならない」[14]との理由でプレスリー招聘を断念した。
- 1989年の宇野宗佑政権で自由民主党国会対策委員会副委員長を務めた。宇野が女性問題などを理由に辞意をもらした際、酔った上での発言にもかかわらず、それを記者団に公表し、宇野退陣の直接のきっかけを作った。宇野の発言は酔った上での愚痴めいたもので、何の政治的配慮もなしに首相の発言を公表したことは、橋本龍太郎（当時幹事長）や中曽根康弘、竹下登ら実力者が、宇野翻意に動いている最中だったこと等を理由に、党内から批判を受けた。
- 「日本で48番目の資産を有する大富豪」とフォーブスが2013年版で発表している（485億円）。
- 中山製鋼所を舞台にした仕手戦では、大物相場師の近藤信男（近藤紡績所）を相手に一度は苦境に陥るが、父親や笹川の手を借りて何とか乗り切った。
- 1986年には、指定暴力団山口組系後藤組傘下良知総業の構成員による襲撃を受けた。発端は1985年に開かれた「新日本フォーラム」とされる。その後、後藤忠政組長、野村秋介とは和解。（→良知組#代議士刺傷事件）
- 投資家として様々な上場企業の筆頭株主になっている。
- 公式サイトでのコラムITOYAMA DAYSは2009年9月末をもって終了している。

### テレビ東京との関わり
- テレビ東京の大株主でも知られている（株主第2位。第1位は日本経済新聞社）。2007年7月6日に業績の悪化を理由に、全ての株券を売却すると表明していたが、実際には大量売却はしていないようで、2007年11月14日時点で同社の株を13.58%（2,803,100株）所有していることが関東財務局に提出した大量保有報告書から分かっている。また、同社株を今後も買い増す意向を示している。しかし、同社との確執があったのか、2010年3月には、大量保有報告書によって、持ち株比率が10.24%から 9.24%に低下していたことが分かった[15]。
- 2006年、糸山が会長兼社長を務める新日本観光がスポンサーを務めた「ゴルフスーパーバトル」というテレビ東京の番組を放映する際に、糸山に対しテレビ東京幹部社員が挨拶していなかったとの理由により、幹部社員に対しテレビ東京が戒告などの処分を行った。これについては、糸山は自身の公式サイトでテレビ東京の対応に感謝すると共に、更にテレビ東京株を買い増しして影響力を強めていく意向を述べたが、一方で大株主が人事に介入するのは会社の私物化だとして、糸山およびテレビ東京側への非難の声も上がっている。
- テレビ東京の女性記者とテレビ東京社外監査役を務めていたみずほコーポレート銀行の齋藤宏頭取の不倫現場が、写真週刊誌フライデーに掲載されたことについて、自身の公式サイトで「社外監査役を務める企業の社員との不倫について、まともな言い訳など存在しない。斉藤頭取は即刻テレビ東京社外監査役を辞めなさい。みずほコーポレート銀行頭取についても辞めるほかあるまい、私とみずほFGとの関係は良好であるがこの人間を経営者として認めるわけにはいかない」と表明した。

## 系譜

### 家族
- 父：佐々木真太郎（1902-1985) - 新日本観光興業創業者。東日本学園大学会頭[16]。川越市の石炭商の子に生まれ、東京高等主計学校を卒業後、ガラス会社勤務を経て1928年に照明器具製造販売の佐々木商会を設立し、戦後GHQの受注により巨利を得、それを元手に各地に2000万坪の土地を購入しゴルフ場を経営、1969年には長者番付全国一位となった[17]。
  - 養子：村田琳 - のち離縁。

### 親戚
- 岳父：笹川了平
- 姉の義父：井口良二 - 異母姉の舅。井口の娘婿に岸田文武、その子に岸田文雄がいる。

## 著書
- 怪物商法—常識をぶち破る (1973年、ベストセラーズ)
- 太陽への挑戦―糸山英太郎のわが闘争序章（1973年、双葉社）
- 日本青年革命―”炎の叫び”にいのちを賭ける（1974年、読売新聞社）
- 金儲け哲学（2002年6月、かんき出版、ISBN 978-4761260118）
- ケンカ哲学（2004年10月、河出書房新社、ISBN 9784309243252）

『怪物商法』『太陽への挑戦』『日本青年革命』の3冊は、豊田行二による代作である。

## 作詞した楽曲
- 太陽への挑戦（歌：にしきのあきら）
- 湘南工科大学校歌、湘南工科大学附属高等学校校歌（作曲：迫昭嘉）[20]